# Pivot (handball)
Au handball, le pivot est un joueur qui se situe le plus souvent le long de la zone des 6 mètres, circulant essentiellement au centre. Il est le joueur ayant le moins de temps pour prendre une décision de tir.

## Présentation

### Rôle du pivot

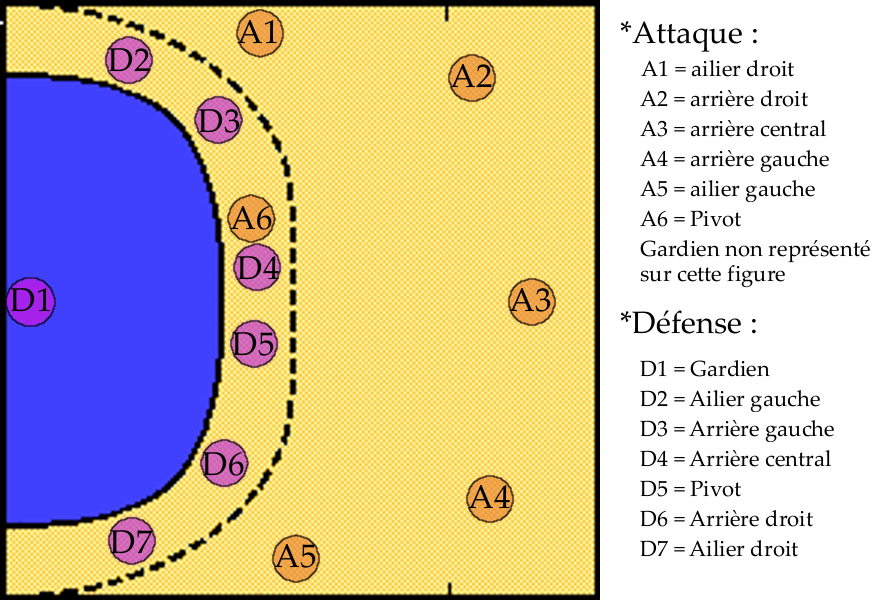
Sur ce schéma dit de « défense 6-0 », le pivot occupe les postes A6 en attaque et D5 en défense.

Situé au cœur de la défense adverse, il sert à fixer les défenseurs adverses, soit en restant bien en face des buts, soit en se déplaçant le long de la ligne de zone vers la droite ou vers la gauche. Lorsque l'un des joueurs de son équipe tente de s’introduire dans la défense adverse, il peut effectuer des blocs, c’est-à-dire qu’il fait opposition de son corps pour faire écran entre le joueur de son équipe et son défenseur. Le pivot est le joueur indispensable de l’équipe (hors gardien de but). En effet c’est autour de lui que le jeu offensif  s’organise. Il doit occuper la défense adverse et la mettre en difficulté par ses déplacements, ses blocs, ses prises de position pendant que ses coéquipiers combinent pour trouver une solution. Si le pivot arrive à mettre le trouble dans la défense adverse, cela profitera à ses coéquipiers qui auront la possibilité de prendre des espaces et de tirer. Si au contraire il parvient à se faire oublier par ses adversaires, il pourra recevoir la balle et aller lui-même tirer. L’attaque de son équipe s’organise donc en fonction de ses actions et de ses mouvements. Dans le langage handballistique, on dit souvent «jouer autour du pivot» : cela démontre bien que ce joueur est le repère sur lequel toute action offensive va s’enclencher. 
Lorsque son équipe est en phase défensive, il est chargé la plupart  du temps de défendre sur le pivot de l'attaque adverse.

### Profil physique et qualités du pivot
Les pivots sont généralement très costauds avec une masse moyenne d’environ 100 kg. Ils doivent être solides physiquement et sur leurs appuis dans le but de bloquer les joueurs adverses, mais ils doivent aussi être apte à recevoir des coups à cause de la proximité avec les défenseurs. La taille des pivots est aussi très importante, elle varie entre 1,80 m et 2 m pour des joueurs professionnels, cela leur permet parfois de pouvoir attraper la balle au-dessus des défenseurs. 
La principale qualité du pivot est l’agilité. En effet, il doit être capable de réceptionner la balle avec une ou deux mains et dans des périmètres souvent minuscules. Le pivot est très adroit; il doit être capable de tirer dans des positions improbables (de dos, l’horizontale, à genoux...). C’est aussi un combattant acharné prêt à jouer des coudes contre deux, voire trois défenseurs durant soixante minutes. 

## Pivot célèbres

### Hommes
Parmi les meilleurs joueurs évoluant ou ayant évolué au poste de pivot, on peut citer :
- Julen Aguinagalde, meilleur pivot aux JO 2012 et au Championnat du monde 2013 ; meilleur joueur du Championnat d'Espagne en 2010, 2012 et 2013
- Ludovic Fabregas, meilleur pivot des Jeux olympiques 2020 et du Championnat du monde 2021
- Bertrand Gille, élu meilleur handballeur de l'année en 2002, élu meilleur pivot du Championnat du monde en 2001, 2011, élu meilleur pivot des Jeux olympiques d'été de 2008
- Guéric Kervadec, meilleur pivot du Championnat du monde 1997
- Christian Schwarzer, nommé dans l'élection du meilleur handballeur mondial de l'année en 2000, 2001, 2002, 2003 et 2004
- Dragan Škrbić, élu meilleur handballeur de l'année en 2000, élu meilleur joueur du Championnat d'Allemagne en 1998, élu meilleur pivot des Jeux olympiques d'été de 2000
- Dimitri Torgovanov, meilleur pivot du mondial 1993, de l'Euro 1994 et des JO 1996
- / Rolando Uríos, meilleur buteur (57 buts) et meilleur pivot du championnat du monde 1999, meilleur pivot du Championnat d'Europe 2006
- Igor Vori, meilleur joueur et meilleur pivot du Championnat du monde 2009, meilleur pivot du Championnat d'Europe 2010
- // Andrei Xepkin, meilleur pivot des Championnats d'Europe 1998 et 2000, élu dans l'équipe-type des 20 ans de la Ligue des champions

### Femmes
Parmi les meilleures joueuses évoluant ou ayant évolué au poste de pivot, on peut citer :
- Lioudmila Bodnieva, meilleure joueuse du championnat du monde 2005, meilleure pivot des championnats du monde 2001 et 2005 et des championnats d'Europe 2000, 2002, 2004 et 2006
- Kari Brattset, élue meilleure joueuse du championnat du monde 2021
- Begoña Fernández, élue meilleure pivot du championnat d'Europe 2008 et du championnat du monde 2009
- Pauletta Foppa, meilleur pivot des Jeux olympiques 2020, du championnat du monde 2021 et du championnat d'Europe 2022
- Erzsébet Kocsis, élue meilleure handballeuse de l'année en 1995
- Anita Kulcsár, élue meilleure handballeuse de l'année en 2004,
- Heidi Løke, élue meilleure handballeuse de l'année en 2011, meilleure pivot des Jeux olympiques en 2012 et 2016, des Championnats d'Europe en 2010, 2012 et 2014 et des championnats du monde en 2011 et 2015

au Championnat du monde 2011
- Véronique Pecqueux-Rolland, meilleure pivot des Jeux olympiques en 2000 et de 2004, nommée à l'élection de la meilleure joueuse de l'année en 2002, 2004 et 2006

## Galeries

Rolando Uríos ou le rôle difficile du pivot
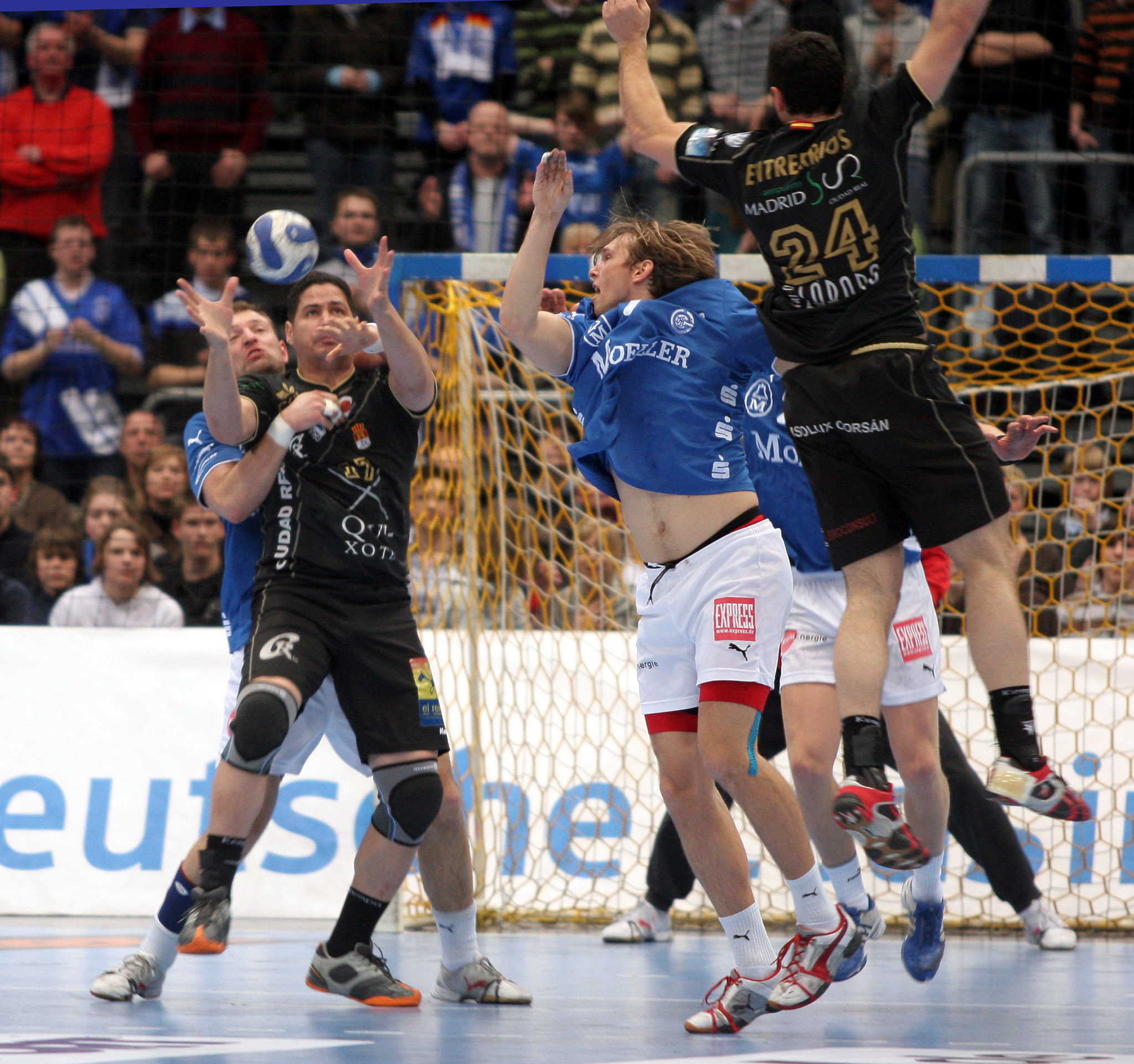
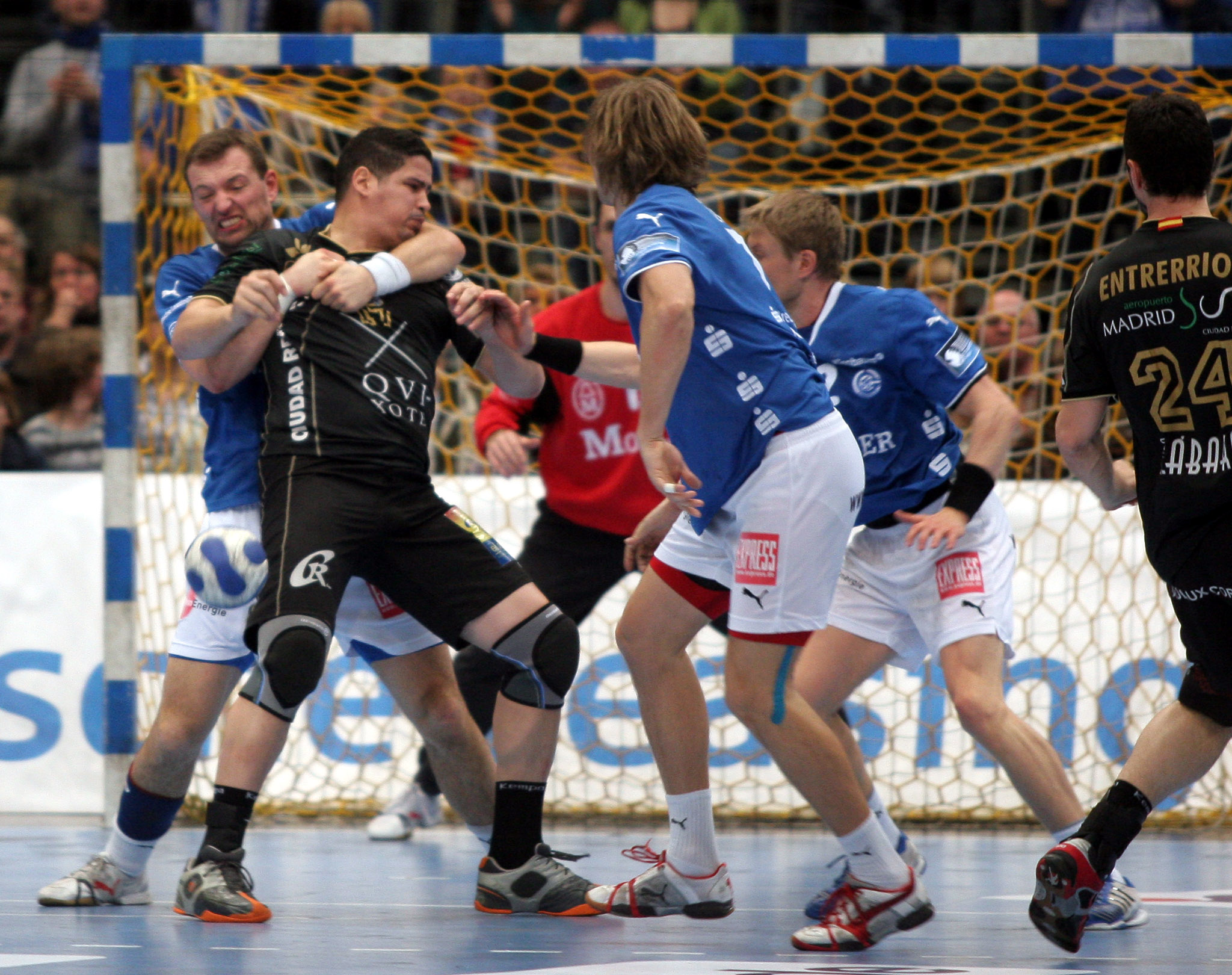
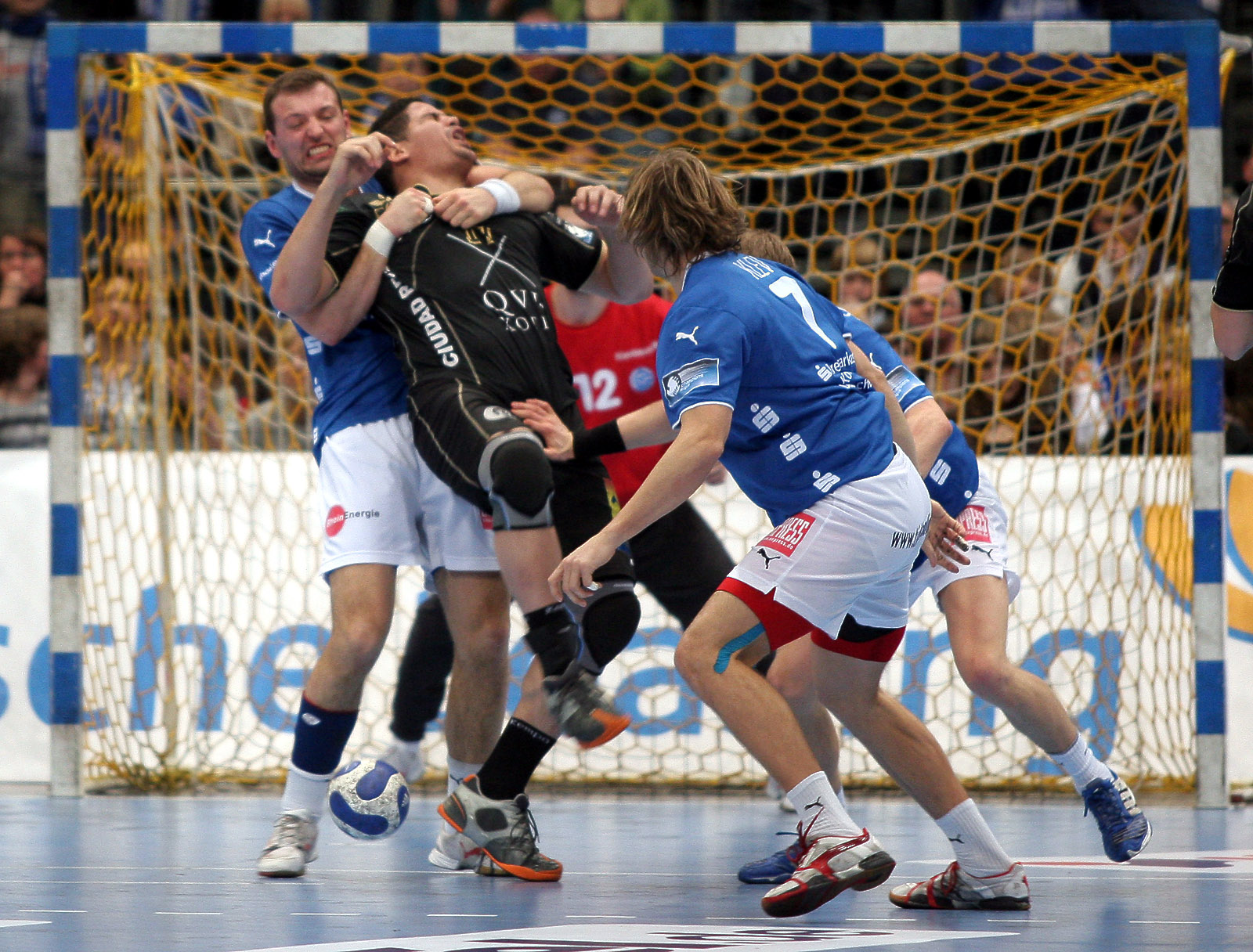
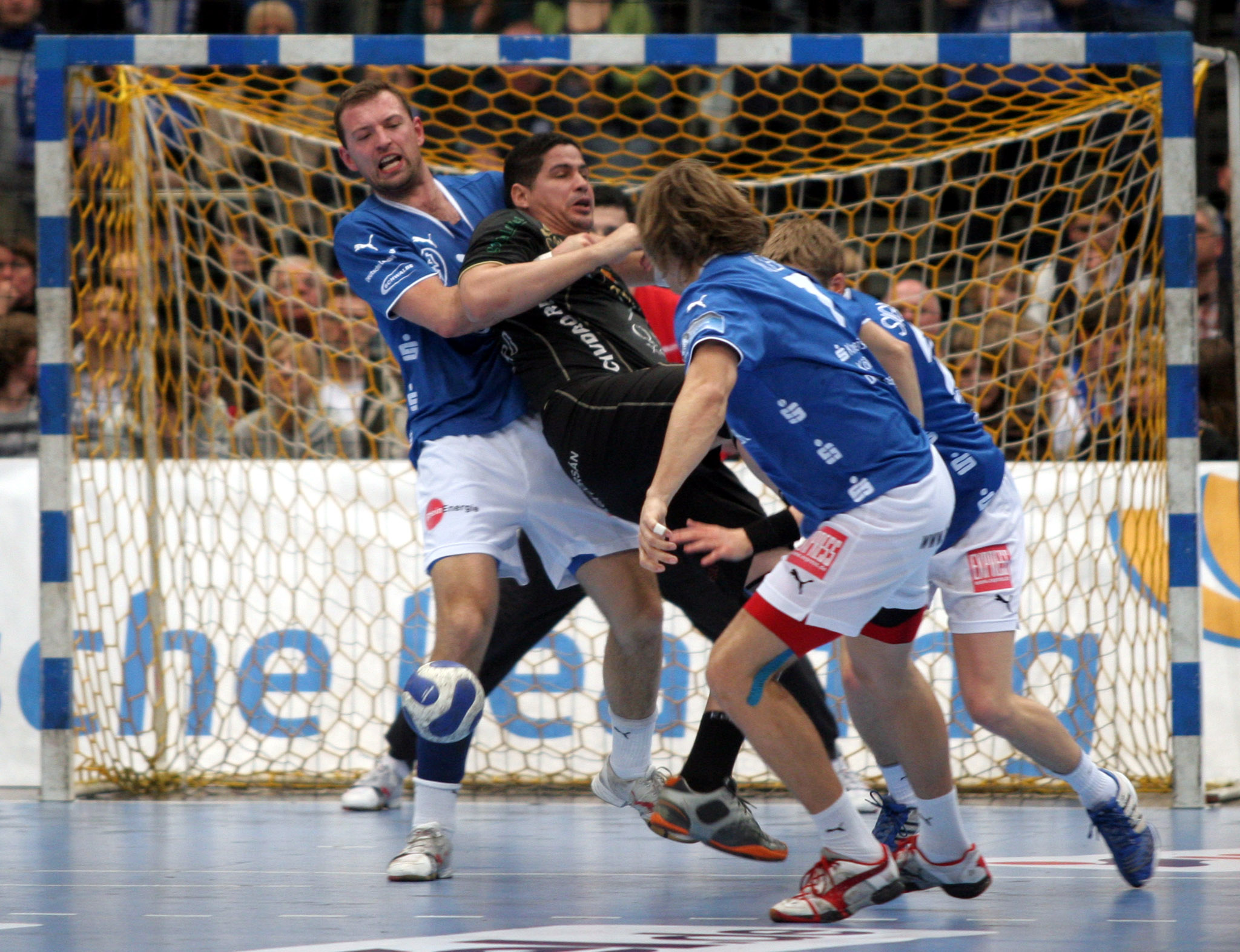

Quelques joueurs en action
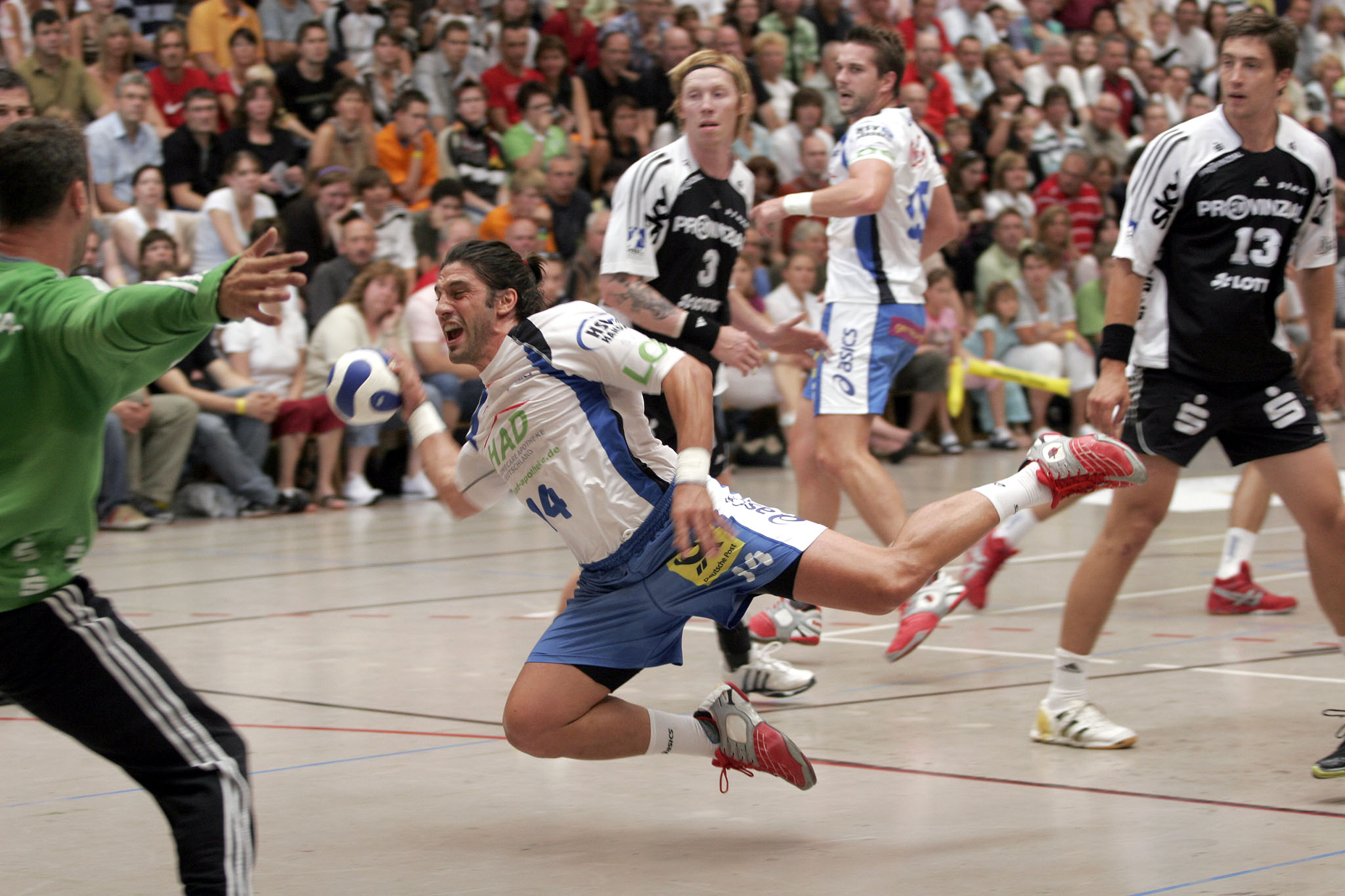
Bertrand Gille en 2007.
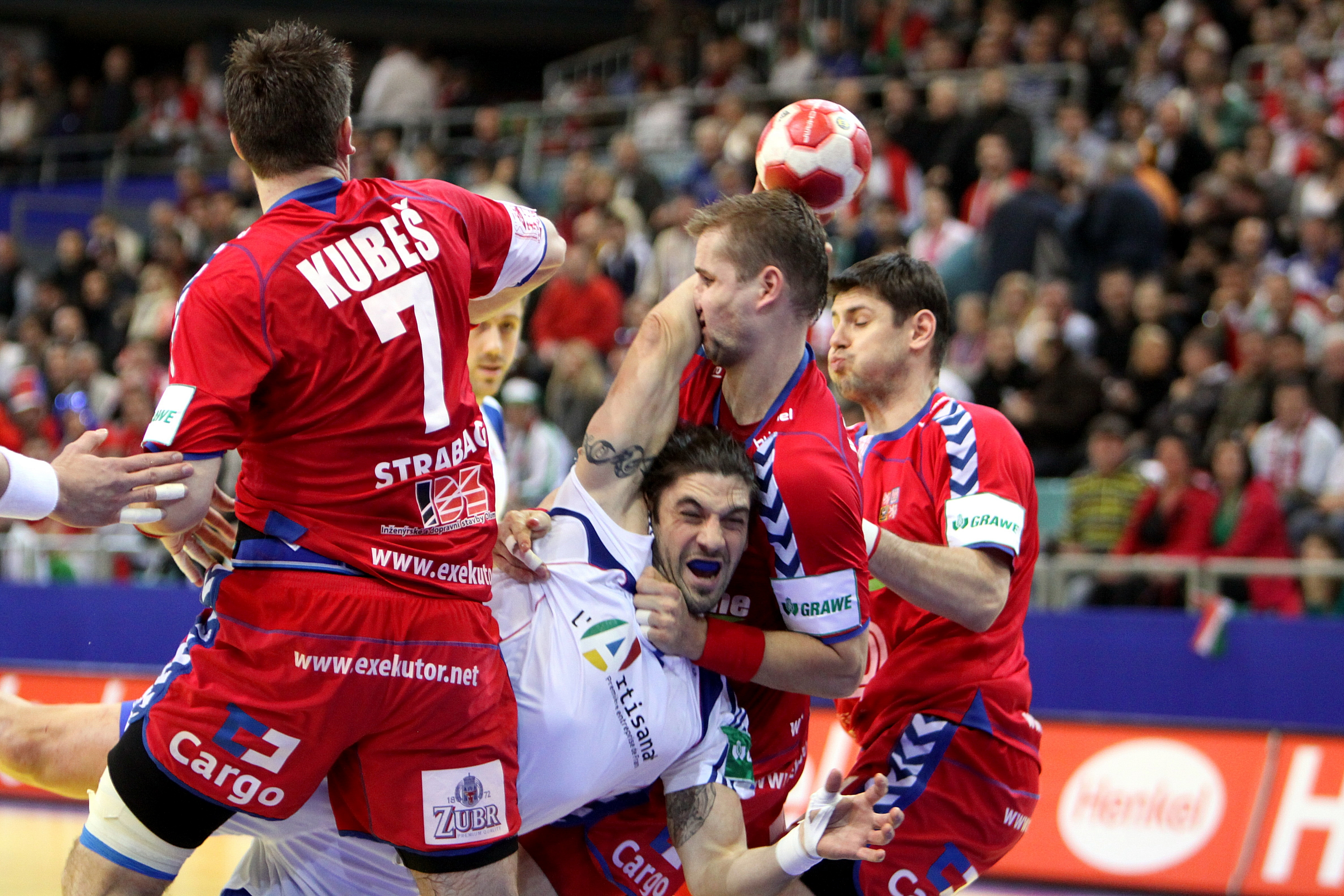
Bertrand Gille, lors du Championnat d'Europe 2010.
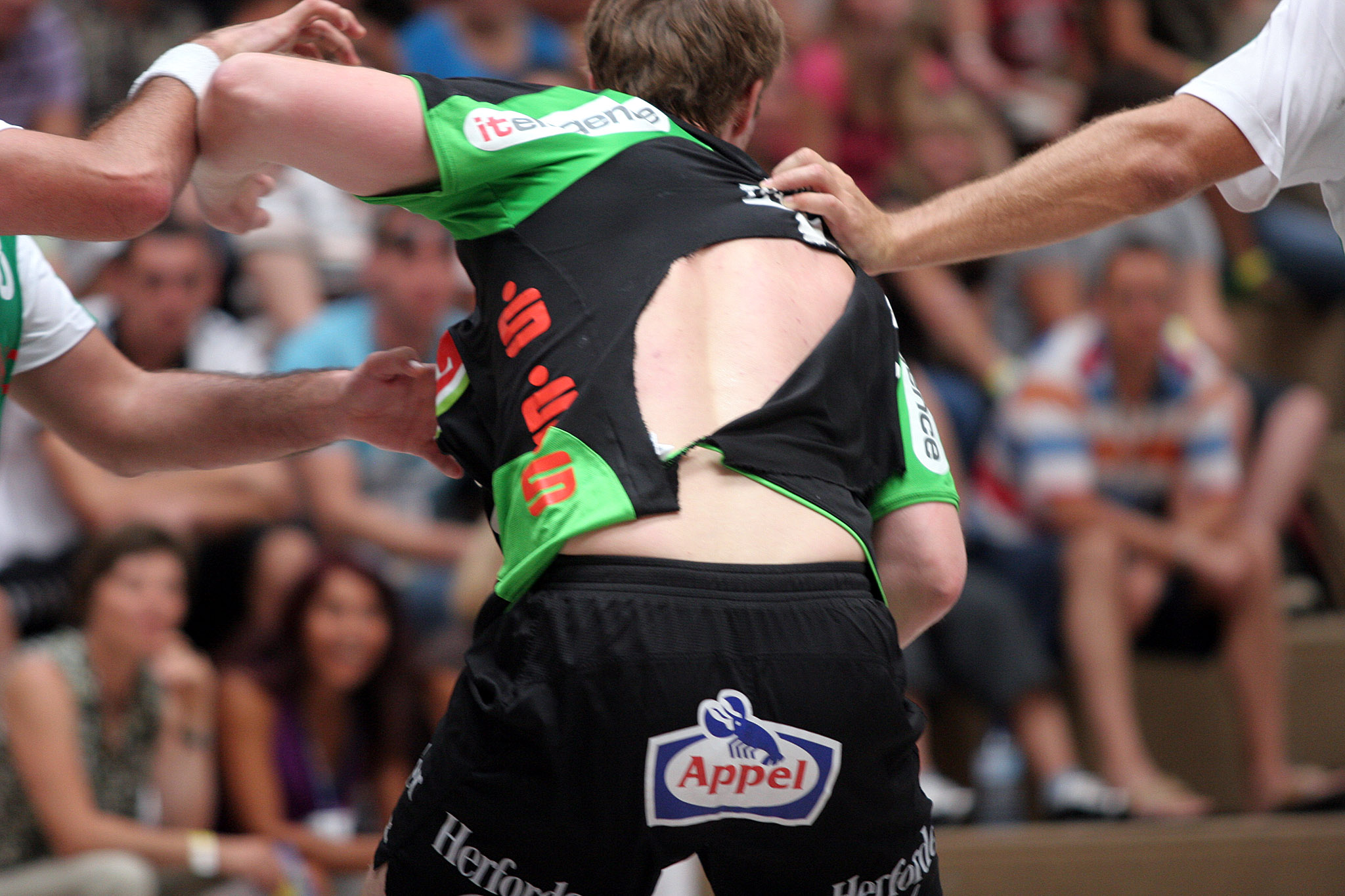
Vignir Svavarsson, sous le « maillot » du TBV Lemgo.
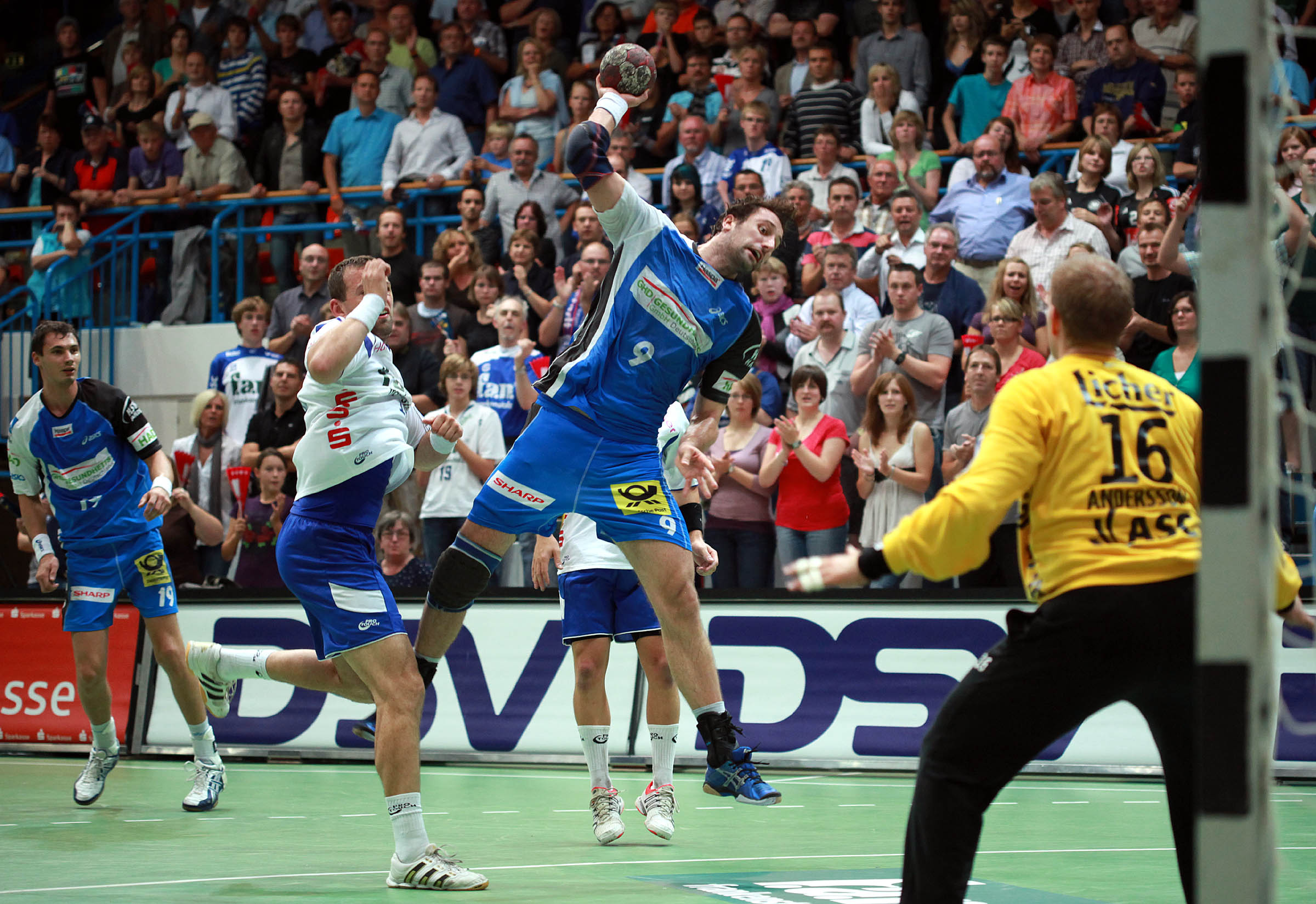
Igor Vori en 2013.

Quelques joueuses en action
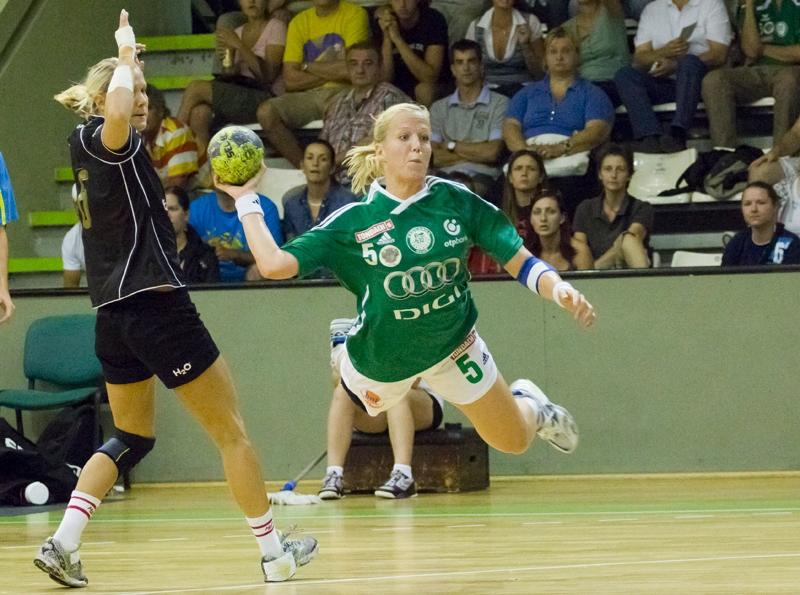
Heidi Løke en 2011.
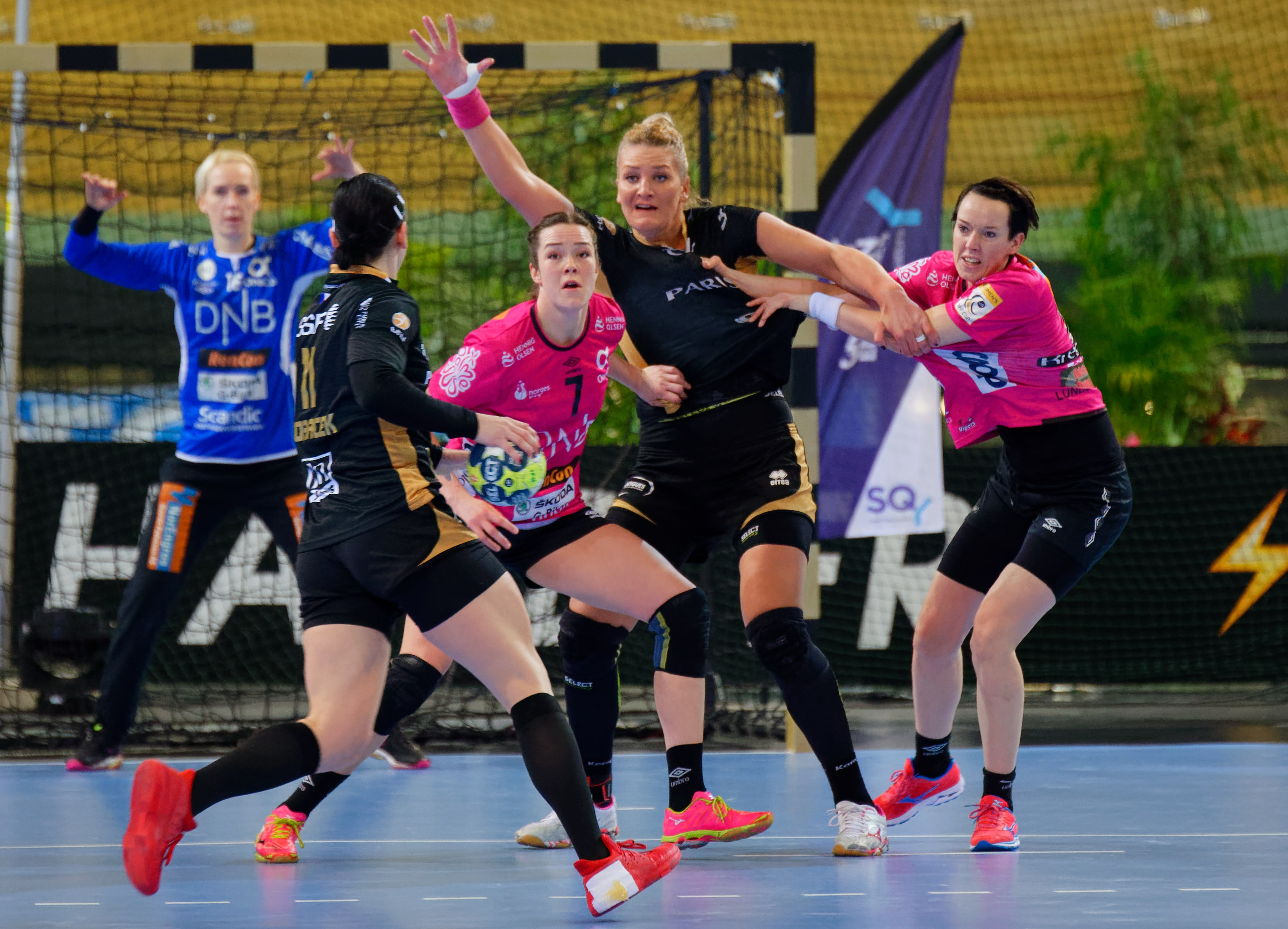
Crina Pintea tente de s'extraire de la défense en 2018.
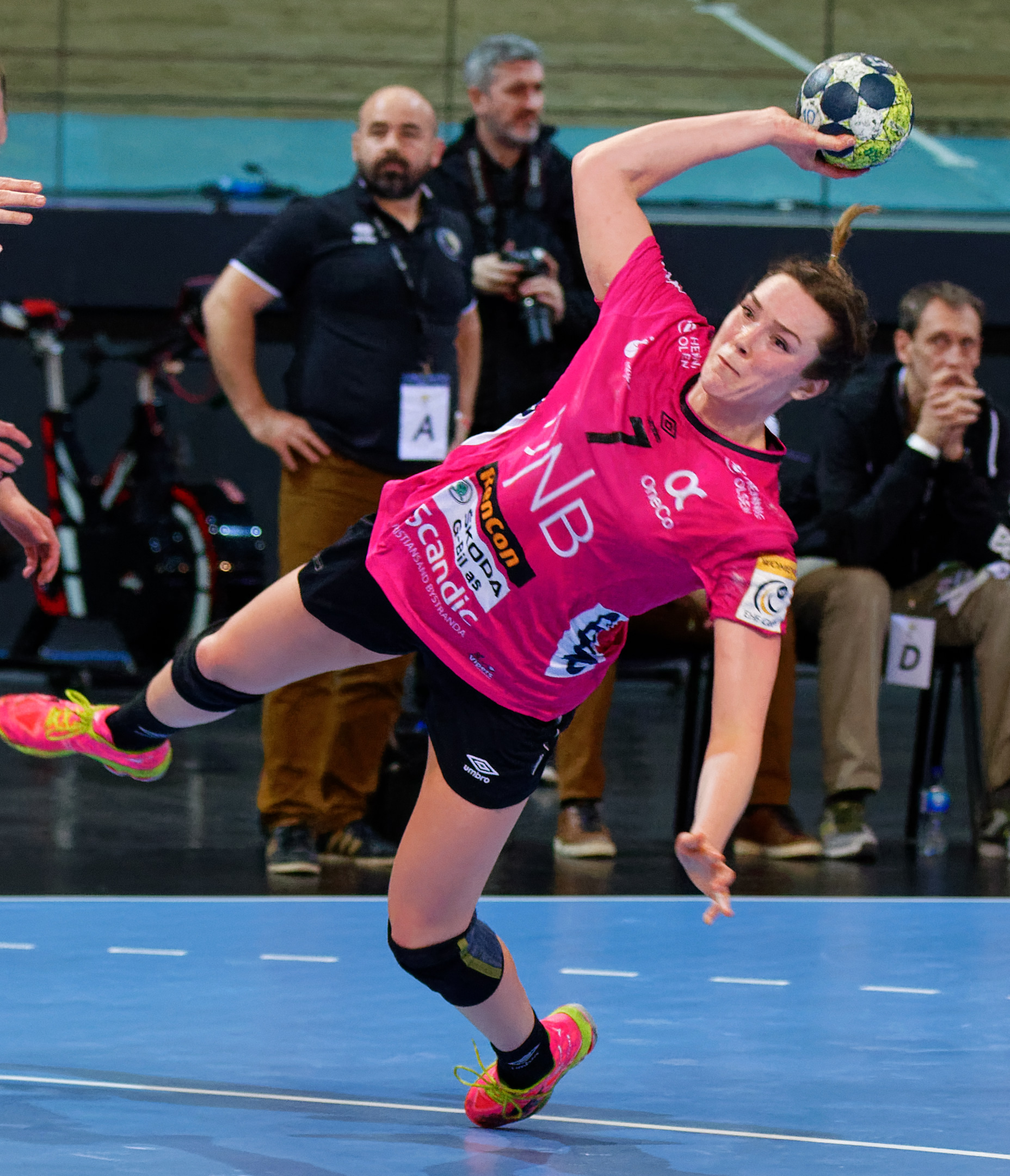
Kari Brattset en 2018.